# La Calavera Catrina

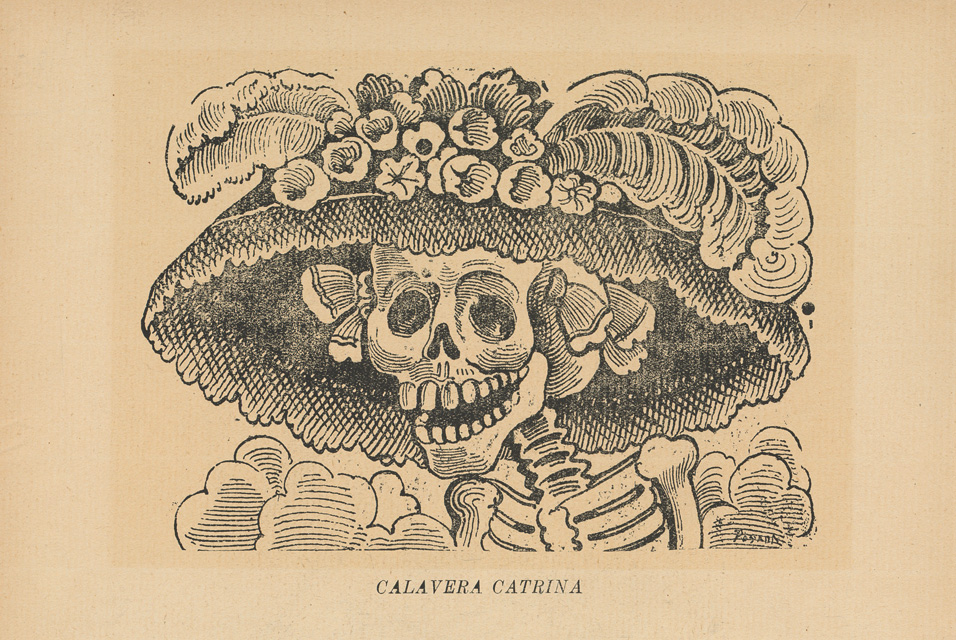
La Calavera

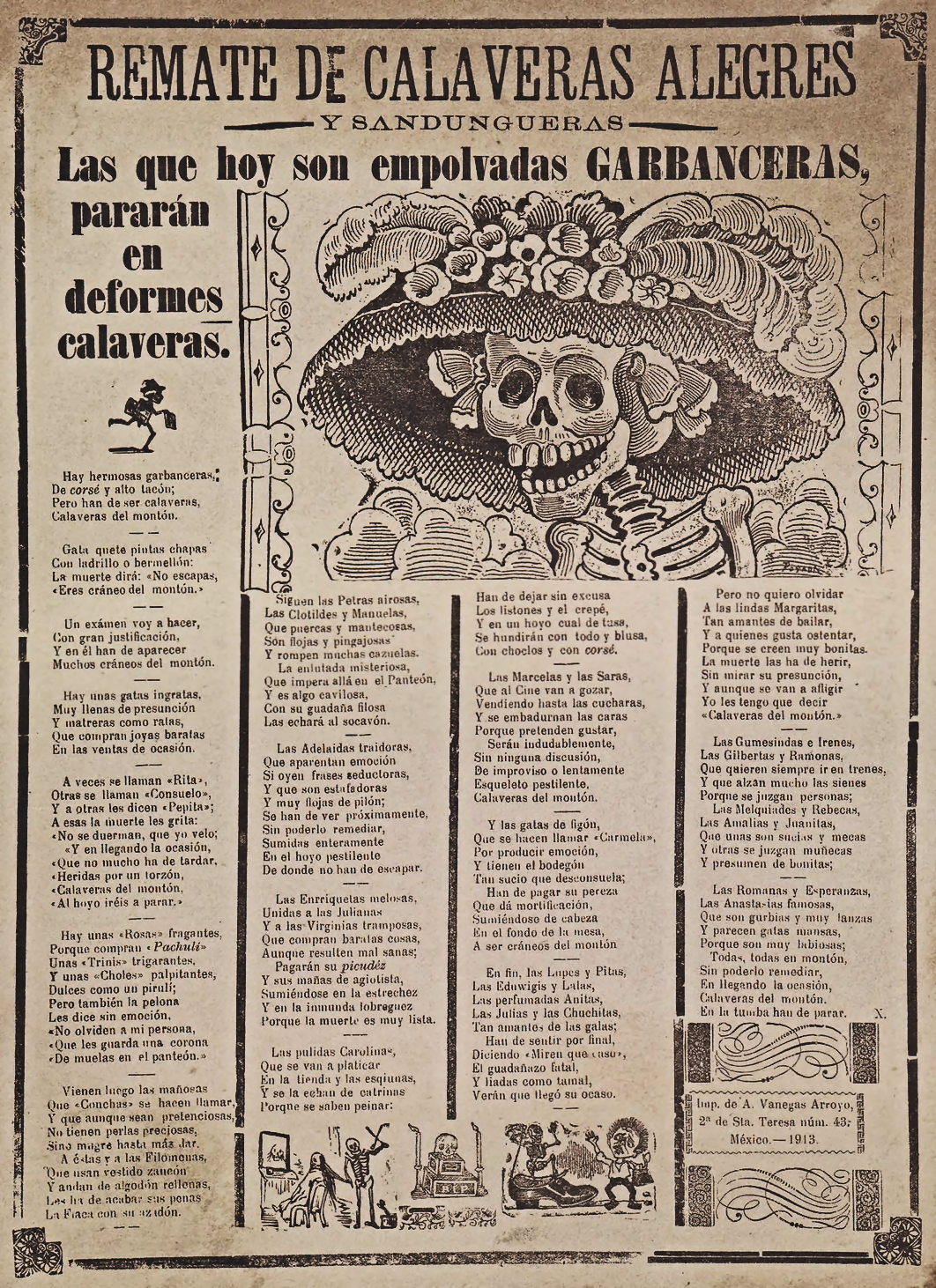
La Calavera Garbancera di Posada nel 1913

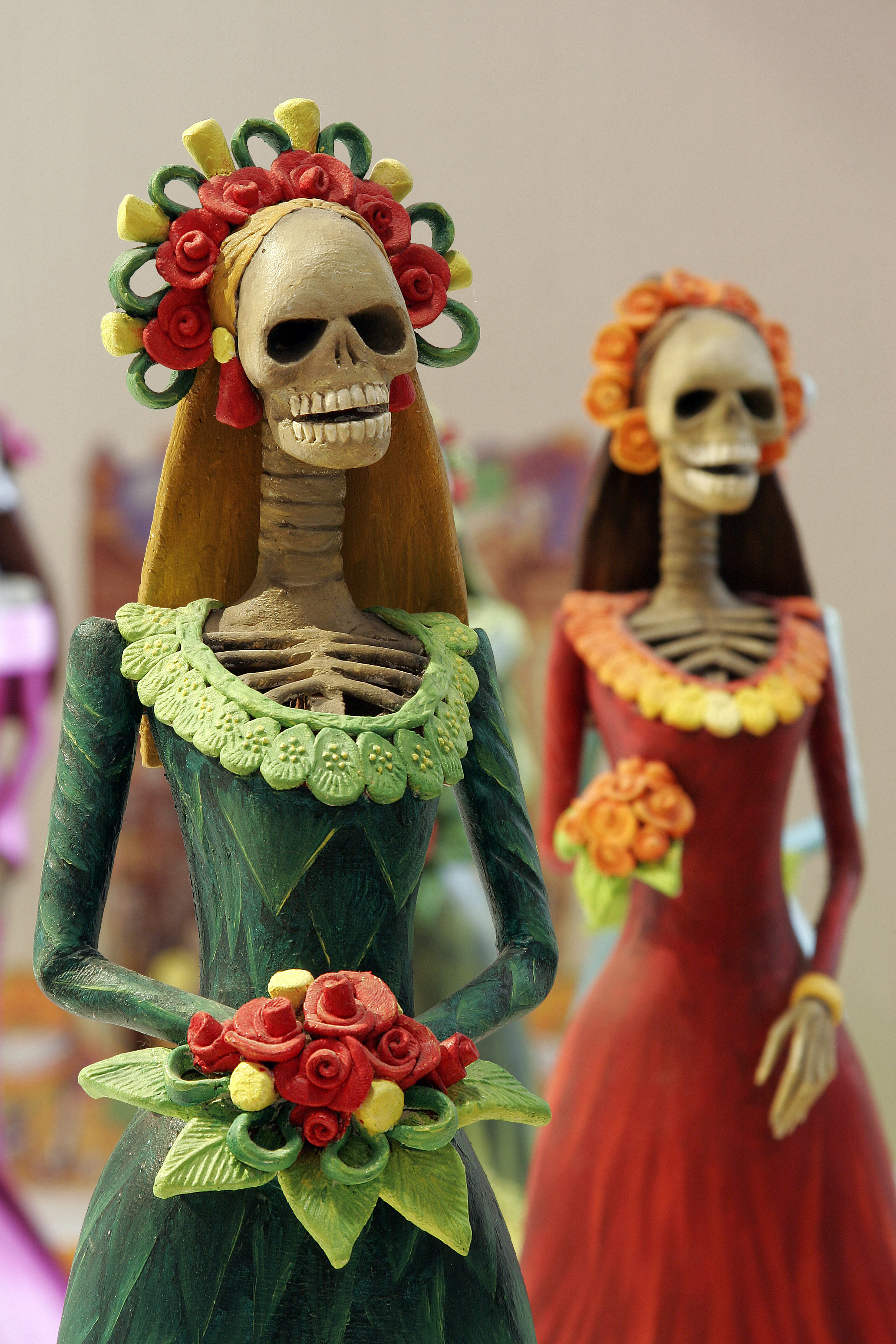
Rappresentazione moderna di Catrina al Museo de la Ciudad, León, Guanajuato, Messico.

La Calavera Catrina  ('Scheletro elegante', 'Teschio elegante') è un'acquaforte creata tra il 1910–1913 dal famoso stampatore, illustratore e litografo messicano José Guadalupe Posada.
L'immagine rappresenta uno scheletro di donna vestito solo di un cappello in stile di inizio XX secolo. Viene offerta come ritratto satirico di quei nativi messicani che, Posada pensava, avevano l'aspirazione di adottare tradizioni aristocratiche europee nell'epoca della pre-rivoluzione. Lei, in particolare, è diventata un'icona del "Día de Los Muertos", o Giorno dei morti messicano.
È molto diffuso come simbolo di questa festività e viene ornata, vestita con colori e ornamenti di qualsiasi genere.